# Brito Cruz
Carlos Henrique de Brito Cruz (Rio de Janeiro, 19 de julho de 1956) é um engenheiro e físico brasileiro. Professor da Universidade Estadual de Campinas (UNICAMP), é membro da Academia Brasileira de Ciências. Recebeu a Ordem Nacional do Mérito Científico em 2000. Foi reitor da UNICAMP entre os anos de 2002 e 2005.

## Biografia
Carlos Henrique nasceu na cidade do Rio de Janeiro, em 1956, mas a família se mudou para São Paulo quando ele tinha apenas 4 anos de idade, tendo estudado no Grupo Escolar do Aeroporto e no Colégio Dante Alighieri. Em 1974, mudou-se para São José dos Campos, para cursar engenharia eletrônica pelo Instituto Tecnológico de Aeronáutica (ITA).
Em 1980 defendeu seu mestrado em física e doutorado em Física na UNICAMP (1983). Foi vice-presidente da Adunicamp (1984 - 1985), e pró-reitor de Pesquisa da UNICAMP (1994 - 1998). Também já exerceu mandato de presidente da Fapesp - Fundação de Amparo à Pesquisa do Estado de São Paulo, sendo membro do seu Conselho Superior desde 1995.
Foi eleito reitor com 51,77% dos votos dos professores, funcionários e alunos da UNICAMP, em consulta pública realizada nos dias 20 e 21 de março de 2002. Permaneceu no cargo até abril de 2005, quando passou a diretor científico da FAPESP.
Em dezembro de 2006 recebeu do governador eleito do estado de São Paulo convite para assumir a Secretaria da Ciência, Tecnologia e Desenvolvimento Econômico (SCTDE). Desde 2000 é membro da Academia Brasileira de Ciências e faz parte do Comitê Assessor da área de Física e Astronomia do Conselho Nacional de Desenvolvimento Científico e Tecnológico (CNPq). Carlos Henrique também é professor titular do Instituto de Física desta universidade, do qual foi diretor por duas vezes (1998-2002). Sua área de pesquisa é a física experimental, na qual estuda fenômenos ultrarrápidos usando lasers de pulsos ultracurtos.
Atualmente é Vice-Presidente Senior, Redes de Pesquisa, na Elsevier (Oxford, UK).